# Musikfestival
Musikfestivals sind in der Regel jährlich wiederkehrende musikalische Großveranstaltungen.
Der Begriff „Festival“ ist eng angelehnt an den Begriff „Festspiele“. Damit bezeichnet man Veranstaltungen, die sich durch den Ort und ihre Gestaltung aus dem Rahmen alltäglich umsetzbarer Konzerte herausheben. Sie zeichnen sich durch ihre gesellschaftliche Bedeutung, ihre Größe und durch ihre musikalische Vielfalt aus.
Festivals verzeichnen heute oftmals hohe Besucherzahlen. Ein Festival kann eintägig oder mehrtägig sein bzw. kann sich über einen längeren Zeitraum erstrecken. Festivals sind meist auf eine bestimmte Musikrichtung oder Interessengruppe ausgerichtet und können fester Bestandteil von Jugendkulturen sein.

## Historische Einordnung

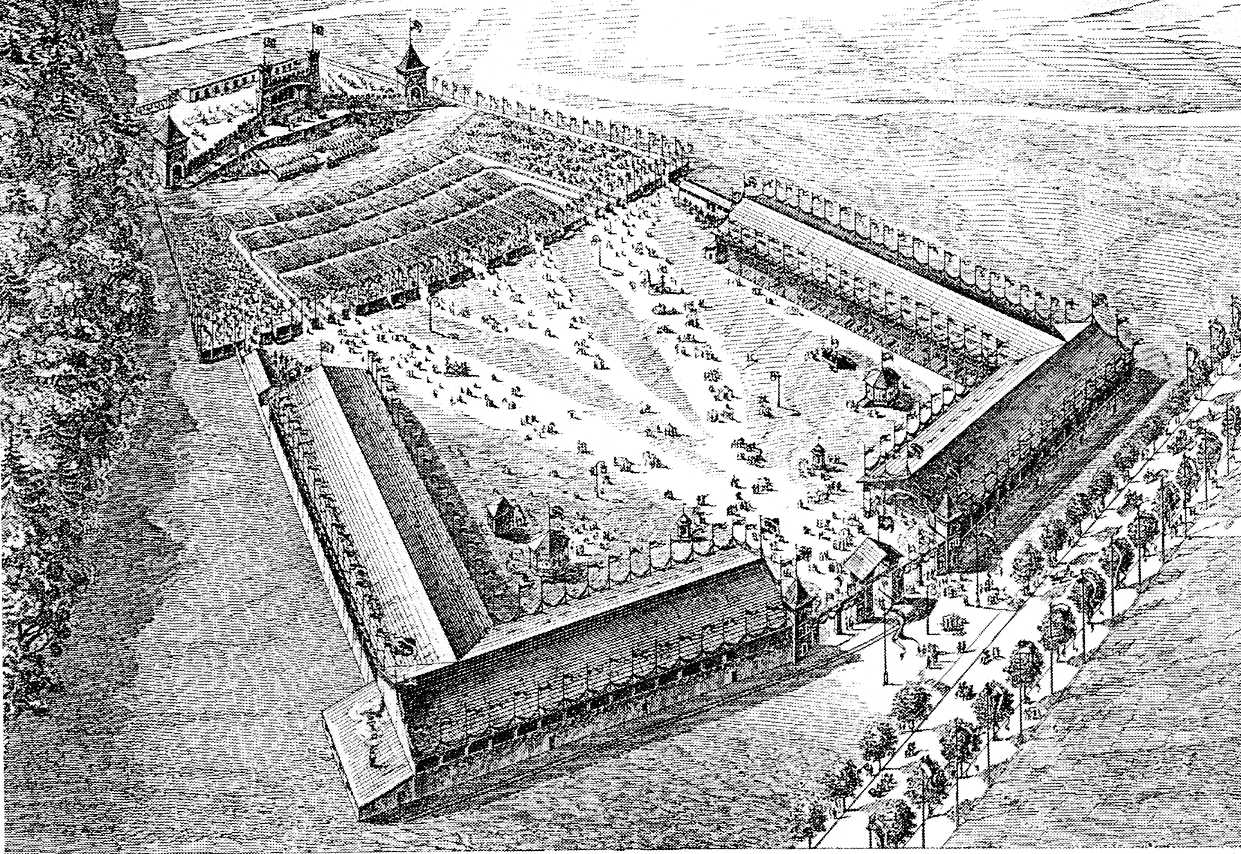
Festspiel Dählhölzli in Bern, 1891

Im antiken Griechenland wurden Theateraufführungen im Rahmen von Festspielen inszeniert.
Auch Könige und Fürsten waren für ihre Festspiele bekannt. Die Epoche der höfischen Feste erstreckte sich von 1450 bis 1750. Das erste Schlossfestspiel fand 1665 am Hof der Heidecksburg in Rudolstadt statt. Solche Veranstaltungen waren meist politisch motiviert und dienten zur Demonstration von Macht und Einfluss.
Vor Beginn des bürgerlichen Musiklebens im 18. Jahrhundert war es unüblich, Musik vor einem zahlenden Publikum aufzuführen. Musik wurde für den eigenen Gebrauch, im religiösen Bereich oder am Hofe komponiert. 1620 etwa verabredeten sich in den sogenannten Collegia Musica männliche studentische Bürger, um nicht nur gemeinsam Musik zu machen, sondern auch zu essen, zu rauchen oder zu reden. Zum Ende des 17. Jahrhunderts rückte das Musizieren weiter in den Vordergrund. Diese Vorform des Konzerts fand noch in Gaststätten, Zünften oder bei Privatpersonen statt.
Erst während des 18. Jahrhunderts entstanden eigens eingerichtete Konzerträume über Säle bis hin zu Konzerthäusern, die nun vollends die Aufmerksamkeit durch eine ausgefeilte Akustik sowie durch eine zentrierte Ausrichtung der Bühne auf die Musik richteten. Musik war nun der Grund des Zusammenkommens. Mit der Teilnahme an einer dieser Musikveranstaltungen wurde das Publikum Teil eines Kollektivs, das sich über bestimmte Verhaltensregeln identifizierte.
Im 20. Jahrhundert trat eine neue Popkultur neben das bürgerliche Konzert. Diese etablierte nicht nur ihre eigenen Musikstile, sondern übernimmt nun ähnliche identitätsstiftende Funktionen wie das klassische Konzert des 19. Jahrhunderts.

## Klassische Festspiele / Festivals
Von Musikfestspielen zu Ehren Gottes entwickelte sich 1784 von London ausgehend, dass nun populären Komponisten durch ein Festspiel gehuldigt wurde. Kathedralen wurden zu Konzertsälen umgebaut, in denen auch Festspiele karitativer Art stattfanden. Geburtstage sowie Todestage wurden je nach Anlass mit einer Hommage oder Trauergesängen begangen. Das Bürgertum verfolgte mit Musikveranstaltungen zum einen humanitäre Ziele, zum anderen drückte es über musikalisch kooperierende Städtebündnisse seinen nationalen Eifer aus. Gruppen bestehend aus Kaufleuten, Industriellen, Musikern und Studierenden kamen aus unterschiedlichen Orten zusammen, um Aufführungen verschiedener Komponisten beizuwohnen. Üblich auf solchen Veranstaltungen waren auch Musikwettbewerbe. Des Weiteren konnten Weltausstellungen oder Veranstaltungen Großindustrieller Hintergrund für ein Musikfestspiel sein.
Außerdem boten auch die Enthüllung von Denkmälern oder Ehrungen Anlass für solche Feste, wie beispielsweise 1842 zu Ehren Mozarts in Salzburg. 1877 kam dort erstmals die Idee auf, nach Vorbild der Bayreuther Festspiele Mozart-Festspiele durchzuführen. Während des Ersten Weltkrieges wurden Konzepte für solche Festspiele durch die „Salzburger Festspielgemeinde“ entwickelt, die 1920 zum ersten Mal umgesetzt wurden. Neben Mozart wurden Opern weiterer Komponisten sowie Theaterstücke an wechselnden Orten aufgeführt. Schon 1887 wurde der Bau eines Festspielhauses für 1500 Personen geplant, welcher erst 1925 realisiert wurde. 1960 wurden die Salzburger Festspiele in ein neues großes Festspielhaus verlegt. Unter dem von dem Dichter Hugo von Hofmannsthal um 1918 entwickelte Leitmotiv, „Europa aus der Kunsttradition Frieden und Erneuerung zu bringen“, versucht die künstlerische Leitung seit jeher die Festspiele demgemäß umzusetzen.

## Open-Air-Festival
Das Open Air ist ein live dargebotenes musikalisches Großereignis unter freiem Himmel.
Der Begriff kommt aus dem Englischen und bedeutet frei übersetzt etwa „Freiluftveranstaltung“. Er bürgerte sich Ende der 1960er Jahre ein, als sich zunehmend große Menschenmassen, hauptsächlich Jugendliche, versammelten, um Pop- und Rockmusik zu hören.
Populäre Musik, Jugend und Massenkultur, sowie Fan- und Starkultur stehen oftmals eng im Zusammenhang mit Open-Air-Festivals.

### Geschichte und Entstehung
Die Geschichte des Open Air hat ihren Ursprung in Amerika und etabliert sich einige Jahre nach ihren ersten großen Erfolgen in Europa.
Das erste große und bekannte Festival war 1959 das 1. Newport Folk Festival. Es war eine Ergänzung des Newport Jazz Festivals. Dabei erweiterte sich zum ersten Mal die Bandbreite des Musikangebots auf verschiedene Stile, indem Jazz durch Blues und Folk ergänzt wurde. Die Besucherzahlen stiegen in den folgenden Jahren stetig. 1965 gab es bereits 80.000 Besucher. Zwar musste das Festival in verschiedenen Jahren ausgesetzt werden, weil die Organisationsstrukturen noch nicht sehr ausgereift waren und es immer wieder zu Zwischenfällen kam, aber insgesamt erfreute es sich von Jahr zu Jahr größerer Beliebtheit.
1967 fand das „Monterey International Pop Festival“ mit 200.000 Besuchern statt, welches ebenfalls eines der bedeutsamsten Festivals in der Entstehungsgeschichte ist. Inspiriert wurden die Veranstalter durch erfolgreiche Konzerte, die in den Clubs von San Francisco stattfanden. Das Festival war ein wichtiger Karriereschritt für Janis Joplin, Jimi Hendrix und The Who, die zu diesem Zeitpunkt kaum bekannt waren. Das „Monterey“ wurde durch seinen Erfolg zum Vorbild für weitere große Festivals. Im Laufe der Jahre erweiterte sich das Spektrum an Musikgenres, die auf den Festivals dargeboten wurden. Ein Beispiel dafür ist das „Miami Pop Festival“. Dort spielen an drei Tagen auf zwei Bühnen 34 Bands aus den Genres Rhythm & Blues, Rock, Pop, Folk und Jazz.
1969 erreichte die Festivaleuphorie in Amerika ihren Höhepunkt. In diesem Jahr fand auch das bis heute bekannteste Open-Air-Festival statt: das Woodstock-Festival. Damals spielten 32 Bands vor rund 500.000 Besuchern. Es wurde in Bethel, im Bundesstaat New York veranstaltet und wird häufig als Dreh- und Angelpunkt in der Festivalgeschichte verstanden.
Motiviert durch die Erfolge wurden weitere Festivals in ähnlichem Umfang geplant und durchgeführt. Doch die Organisationsstrukturen waren solchen Größenordnungen noch nicht gewachsen, und es kam immer wieder zu Fehlern, so auch bei dem 1969 in Kalifornien stattfindenden Altamont Free Concert. Diese hatten zur Folge, dass an einem Tag vier Menschen zu Tode kommen. Insgesamt ebbte die Festivalwelle dennoch nicht ab und erreicht zu diesem Zeitpunkt Europa.
Das Tor nach Europa war für die Open-Air-Festivals England. Zweifelsfrei sind hier Parallelen zur Entwicklung der populären Musik selbst zu finden.
Seit Ende der 1960er Jahre finden Open-Air-Festivals in Europa statt. Unter anderen unbekannteren Festivals wurde 1968 erstmals das Isle of Wight Festival veranstaltet, das bis heute ein großer Erfolg ist. Im zweiten Jahr zog das Festival eine Besuchermenge von ca. 120.000 bis 150.000 Besucher an und wurde als das Woodstock Europas bezeichnet. 1970 waren es bereits 600.000 Zuschauer, und auch das musikalische Programm stand mit den vorangegangenen Festivals aus Amerika auf Augenhöhe.
Es folgten Erfolgsmodelle wie das Reading Festival und das Glastonbury Festival.
Ausgehend von Großbritannien weitete sich das Open-Air-Format über den Rest Europas aus. 1965 erreichte es Deutschland.

### Open-Air-Festivals in Deutschland

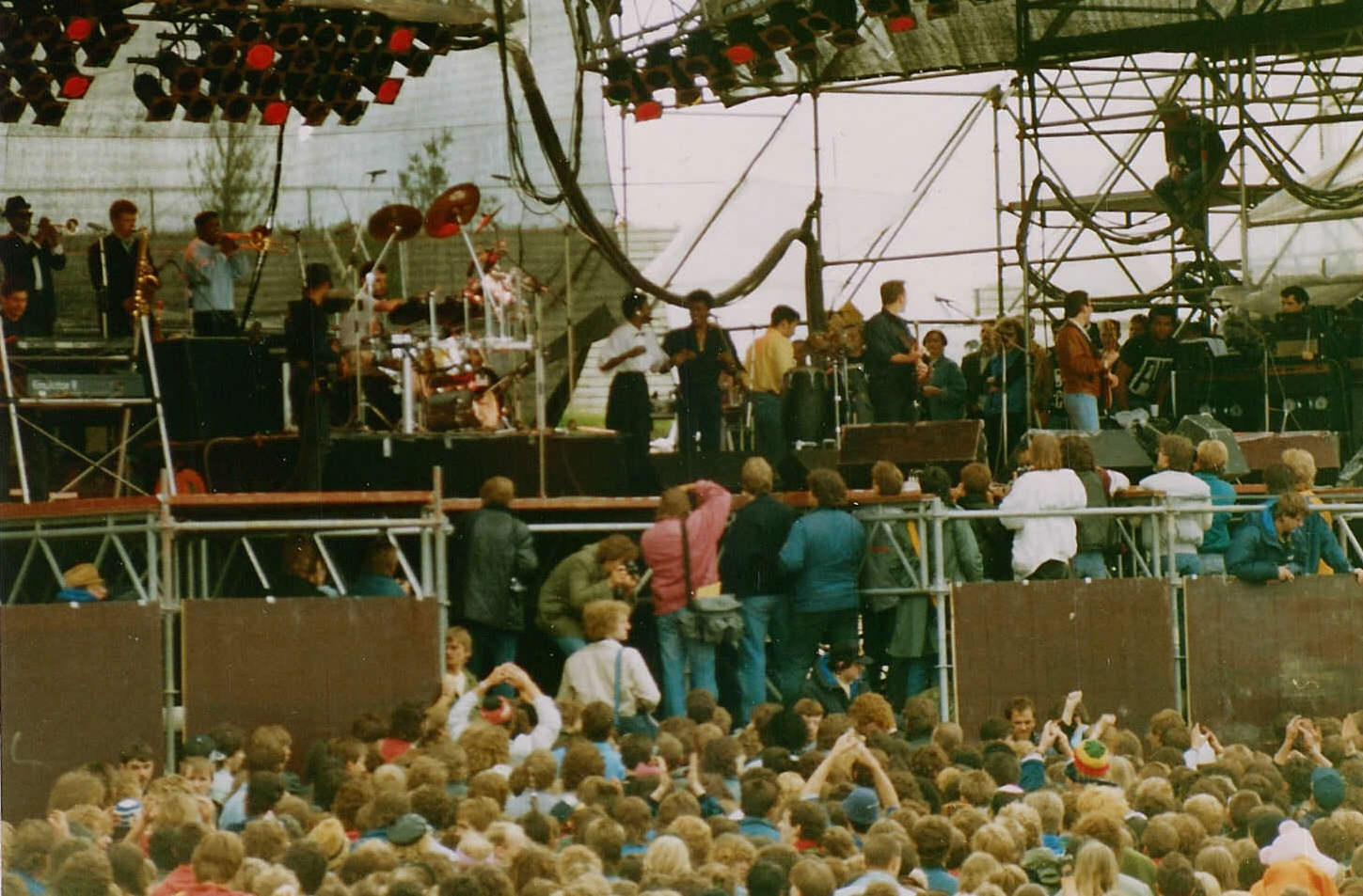
UB40 Rock am Ring 1987

Die ersten Open-Air-Veranstaltungen in Deutschland waren wenig erfolgreich. 1965 fand ein Rolling-Stones-Konzert auf der Berliner Waldbühne statt. Die Organisation war aufgrund der jungen Erfahrungen sehr unausgereift, sodass das Konzert in einem Desaster endete.
Eine ähnliche Katastrophe ereignete sich 1970 auf Fehmarn. Bei dem Love-and-Peace-Festival kam es zu Gewaltausbrüchen, und es entstand ein hoher finanzieller Schaden.
Das führte dazu, dass man zunächst mit Vorsicht an das Open-Air-Format herantrat. Das „Scheeßel“-Festival war eines von wenigen, das immer neue Anläufe wagte. Obschon diese zunächst wenig gewinnbringend waren, versuchten die Veranstalter, Festivals dauerhaft in Deutschland zu etablieren.
Ende der 1970er brachte der Konzertveranstalter Fritz Rau Erfahrungen mit Organisationsstrukturen aus Amerika nach Deutschland. Das kurbelte den deutschen Festivalmarkt an, sodass 1977 bereits zahlreiche Open Airs stattfanden. Fritz Rau organisierte zusammen mit Michael Scheller einige erfolgreiche Festivals, die sowohl musikalisch wertvoll, als auch finanziell rentabel waren.
1980 fand das erste Open Air am Nürburgring statt. Das Musikprogramm bestand vorwiegend aus der Alternativ-, Underground-, Deutsch- und Independent-Rockszene.
1982 begann die Rockpalast-Festival-Reihe unter freiem Himmel auf der Loreley. Sie brach 1984 die Zuschauerrekorde mit 22.000 Besuchern.
1983 gab es bereits 30 größere Festivals in ganz Deutschland.
Nachdem organisatorische Grundlagen nun ausgebaut und verbessert waren, wurden Veranstalter immer stärker mit der Aufgabe konfrontiert, sich mit technischen Einzelheiten und Marketing zu beschäftigen.
In den 1980er Jahren wurden riesige Konzerte von Weltstars wie beispielsweise Madonna, Michael Jackson und anderen zeitgenössischen Pop- und Rockstars angeboten, wobei die Veranstalter vermehrt auf große Stadien als Spielstätte zurückgriffen.
Dennoch wurde das Open-Air-Format nicht gänzlich beigelegt.
Pfingsten etablierte sich als Eröffnung der deutschen Festival-Saison und somit auch das seit 1985 erfolgreiche Festival Rock am Ring. Dies ist bis heute für seine hohe Besucherzahl und hochkarätige Besetzung bekannt.
Insgesamt stabilisierte sich die Festivalsituation in Deutschland dadurch, dass viele Festivals erfolgreich durchgeführt wurden.
Ende der 1980er / Anfang der 1990er Jahre stellten immer mehr kleinere Veranstalter, Gemeinden und Kommunen eigene Festivals auf die Beine.
In den 1990er Jahren war eine Stagnation der Nachfrage an Festivals seitens des Publikums spürbar. 1993 fanden in Deutschland 183 Festivals statt. Viele große Veranstaltungen waren nicht mehr ausverkauft bzw. gut besucht. Die Eintrittspreise stiegen bis heute kontinuierlich. Dies ist nicht zuletzt darauf zurückzuführen, dass auch die Künstlergagen rapide ansteigen. Es kam teilweise zu großen Verlusten, die vor allem kleine Veranstalter in den Konkurs trieben. Die Zahl schrumpfte im folgenden Jahr deshalb auf ca. 100 Festivals.
Heute sind in der deutschen Festival-Landschaft eine Reihe großer Veranstaltungen zu finden, die sich fest etabliert haben. Darunter sind das Rock am Ring und das Rock im Park, das Parookaville, das Hurricane Festival, das Wacken Open Air, das Southside, das Rockharz Open Air, das Mera Luna, das Open Flair, das Fusion Festival, die Nature One, der World Club Dome, das Juicy Beats, das Summer Breeze, das Classic-Rock-Festival Lieder am See, die Pyraser Classic Rock Night und einige mehr. Dazu kommen viele kleinere Festivals, die sich auf bestimmte Musikstile, Regionen oder Themen beziehen. Ein Festival-Guide im Internet zeigt für 2011 über 350 Festivals in Deutschland an, wobei es vermutlich noch einige mehr sein dürften.
Im Frühjahr 2020 wurden alle Kulturveranstaltungen aufgrund der COVID-19-Pandemie von den Bundesländern untersagt. Auch für 2021 sagte der Großveranstalter eventim alle Festivals ab.

## Benefiz- und Non-Profit-Festivals

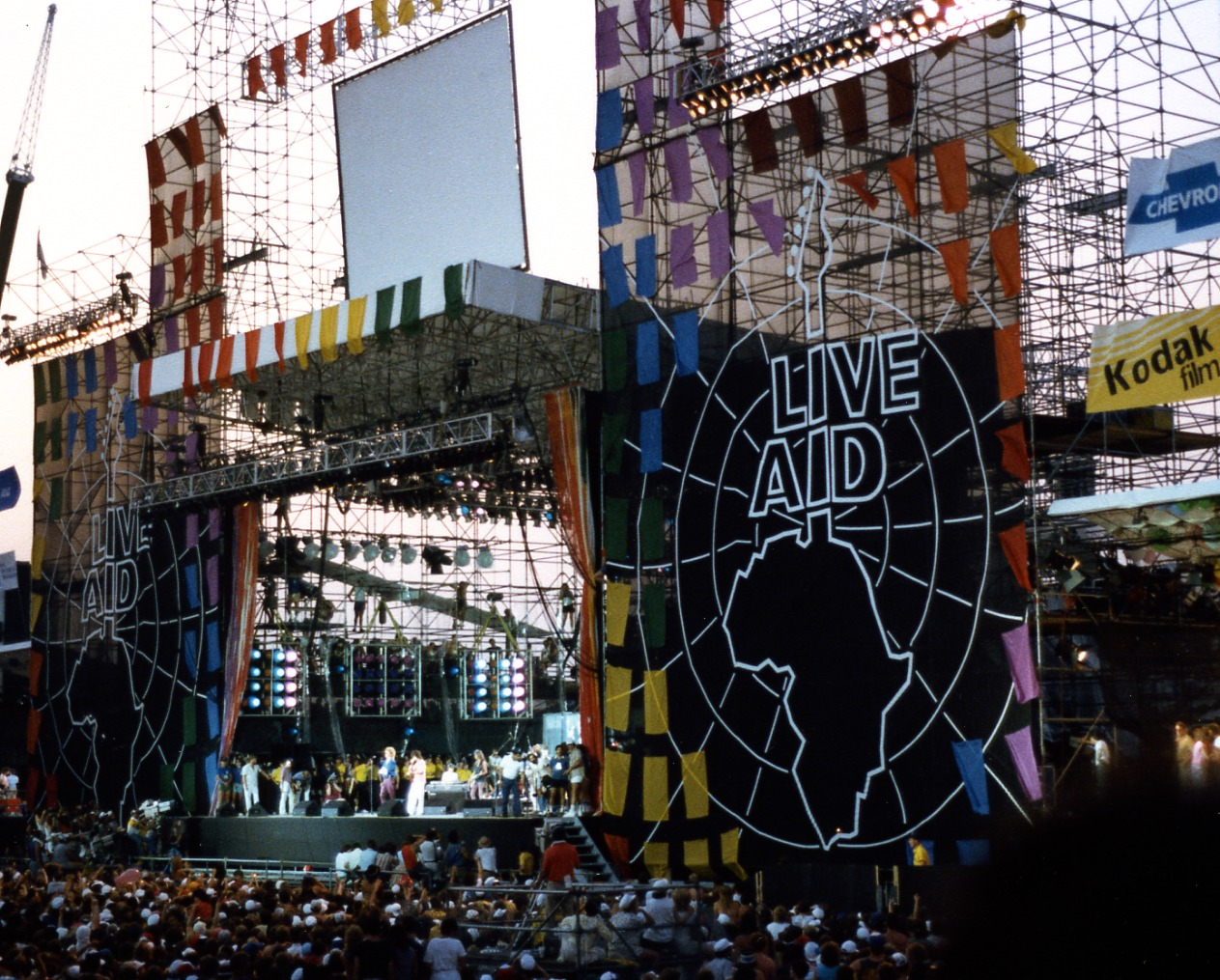
Live Aid in Philadelphia, 1985

Neben Festivals, die primär aus wirtschaftlichen Gründen organisiert werden, gibt es seither auch zahlreiche Festivals, die zu einem bestimmten benefizitären Zweck gedacht sind. Dieser kann politische oder andere gemeinnützige Zwecke erfüllen. So beispielsweise das transkontinentale Band-Aid-Festival Live Aid in London und Philadelphia 1985, aber auch in Deutschland gibt es Festivals die keinen Eintritt kosten, unter anderem das Rock-den-Deich-Festival nähe Bremen oder das Duckstein Festival in Hamburg.

## Nachhaltige Festivals
Gesellschaftliche Verantwortung sowie wirtschaftliche Vorteile motivieren Organisatoren immer mehr zu einer ökologisch verantwortungsvollen Haltung und Durchführung von Musikfestivals angesichts Globaler Erwärmung.
Steuern und Regulierungen, die aufgrund des Klimawandels von staatlicher Seite initiiert werden könnten, vermeiden möglicherweise durch eine frühzeitige Umstellung auf alternative Veranstaltungsverfahren, langfristig Folgekosten.
Des Weiteren entwickeln die Konsumenten ein Bewusstsein für das Problem des Klimawandels und begrüßen daher immer mehr einen nachhaltigen Lebensstil. Dadurch können Wettbewerbsvorteile bei Berücksichtigung dieser Bedürfnisse entstehen.
Dennoch treten durch ökologisches Handeln Mehrkosten auf, die aber beispielsweise durch Gewinn von neuen Sponsoren, die eine ökologische Organisation befürworten, Imagegewinn und gesteigerter Medienpräsenz ausgeglichen werden können, um langfristig positive Ergebnisse zu erzielen.
Die Wahl eines geeigneten Standortes und Zeitpunktes für die Durchführung eines Festivals sowie eine Zahl von einzelnen Maßnahmen wie beispielsweise die Verwendung von recycelbaren Materialien, erneuerbaren Energien oder die Erfassung des tatsächlichen Ressourcenverbrauchs, um möglichst wenig Abfall zu erzeugen, können die Umweltbelastung erheblich verringern.
In Großbritannien tritt die Organisation Julie’s Bicycle für nachhaltigere Musikfestivals ein. In Deutschland engagiert sich die Green Music Initiative für ökologische Maßnahmen auf Musikveranstaltungen. Auf europäischer Ebene bestehen die Zusammenschlüsse A Greener Festival und Green Operations Europe.